# Richard Teichmann
Richard Teichmann (Lehnitzsch, 24 dicembre 1868 – Berlino, 15 giugno 1925) è stato uno scacchista tedesco.
Studiò filologia nelle Università di Jena e di Berlino.
Nel 1891 vinse il campionato di Berlino contro avversari del calibro di Walbrodt e Von Bardeleben.
Nel torneo di Lipsia 1893 si classificò 3º dopo Tarrasch e Lipke, precedendo Blackburne, Janowski, Schlechter e altri dodici maestri.
Nel grande torneo di Hastings 1895 si classificò 7º davanti a quattordici avversari. Al termine del torneo decise di rimanere in Inghilterra, dove visse per 15 anni. Vinse il torneo di Londra 1900 e fu 2º sempre a Londra nel 1902, precedendo Blackburne, Gunsberg e altri 13 maestri. Durante questo torneo fu fondata la British Chess Federation.
Vinse poi i tornei di Berlino 1907, Monaco 1909, Berlino 1910. 
Il suo più grande successo fu la vittoria nel torneo di Carlsbad 1911, superando giocatori come Rubinstein, Nimzowitsch, Vidmar, Alechin e Spielmann.
In seguito ottenne ancora degli ottimi piazzamenti: giunse 4º (a pari merito con Burn e Bernstein) a Ostenda 1906 e 6º a Ostenda 1907 (davanti a Duras, Tartakover, Spielmann e altri). Nel torneo di Monte Carlo 1902 si classificò 4º su 20 partecipanti (precedendo Tarrasch e Čigorin) e a Monte Carlo 1905 si classificò 5º su 14 partecipanti (davanti a Marco, Wolf e Mieses).
Teichmann disputò numerosi match: a Londra nel 1895 prevalse su Jacques Mieses (+4 –1 =1), poi vinse con Showalter, Cole, Lee, Napier, von Bardeleben, Spielmann, Fahrni e Sämisch. Con Marshall perse un incontro, ma si aggiudicò la rivincita. 
Nel 1921 pareggiò un match con Alechin a Berlino (+2 –2 =2). Con il futuro campione del mondo ha un bilancio complessivamente positivo (tre vittorie, due pareggi e due sconfitte), mentre con Capablanca pareggiò una sola volta in torneo e perse, nel 1913, un mini match (+0 –2). Perse un match anche con Rubinstein nel 1908 a Vienna (+2 – 3 =1). Inoltre uscì sconfitto in tutte le quattro partite di torneo disputate con Emanuel Lasker.
Fu un ottimo teorico e un grande conoscitore dei finali. Scrisse un libro sul torneo di Ostenda 1907.
È interessante la coincidenza che nacque esattamente lo stesso giorno di Emanuel Lasker (24 dicembre 1868).